# نادي منتخب السويس
منتخب السويس هو فريق كرة القدم مصري، هو الممثل الوحيد لمدينة السويس العريقه. تأسس نادي منتخب السويس بعد اندماج ناديي اتحاد السويس والسويس الرياضي في العام 1966، ولكنه ظل بالإشهار القديم لنادي اتحاد السويس بتاريخ 1923. نادى منتخب السويس يلعب الموسم السادس عشر علي التوالى في دوري الدرجة الثانية المصري. بيدو اعظم واحد في السويس

## التأسيس
أخذت كرة القدم تنتشر في الحوارى والازقه الي ان شيدت هيئه قناة السويس أول نادى اجتماعي رياضي في ضاحيه بورتوفيق علي الجانب الغربي من قناة تحت اسم (يونيون سبورتيف) وهو النادى الذي أقيم من اجل موطفي الشركة من الفرنسيين والاجانب وبعض المصريين، توالت السنوات وبدات كرة القدم تغزو كل مكان في المدينة حيث ظهرت العديد من الانديه الأجنبية والمصريه التي وصل عددها قبل ثورة يوليو 1952 الي حوالي (22 نادي) بعضهم كان خاصا بكرة القدم، وكان اغلب أعضاء تلك الانديه من العاملين في المعسكرات البريطانيه أو موظفي مرفق قناة السويس والعاملين الأجانب في حوض بناء السفن (الخديويه) ومن أشهر تلك الانديه (الاتحاد اليوناني) وكان يضم خريجي المدارس اليونانيه المقيمين في السويس و(يونان السويس) وكان خاصا بالعاملين في حوض بناء السفن وكان مقره شارع سعد زغلول نادى السماد الاجتماعي الحالي، ونادى (الجالية الفرنسيه) وكان خاصا بالعاملين في مرفق قناة السويس وكان مقرة شارع هيلانا ببورتوفيق و(النادى المختلط) وكان يضم أبناء الجالية المالطيه وبعض موظفي البنوك من المصريين وكان مقره أحد البنايات القريبه من ميدان النافورة وكان القائم علي ادارتة الجواهرجي الشهير الخواجة كولماكس ونادى (الجالية الانجليزيه) ونادى (الجالية الايطاليه) ونادى (الشباب القبطي) ثم نادى (النهضة)، (نادى الاولمبي الرياضي) وكان مقرة أحد البنايات الفخمه بحي زرب، وكان عام 1942 قد شهد عملية دمج ناديا النهضة والأولمبي الرياضي تحت اسم (اتحاد السويس).
وفي عام 1947 نجح علي أفندى فايز أحد موظفي شركات البترول مع بعض الرياضيين الشباب وطلبه المدارس في تاسيس أول نادى رياضي تحت اسم (الطلبة) وفي عام 1948 تبدل اسم هذا النادى الي (السويس الرياضي)، وشارك نادي (اتحاد السويس) في الدوري المصري الممتاز لأول مرة في موسم 1955 / 1956 واحتل آنذاك المركز السابع، وكانت اولي مشاركات فريق (السويس الرياضي) في مسابقه الدورى الممتاز موسم 1957/ 1958 ..
وبعد نهاية موسم 1967 اندمج نادي اتحاد السويس (الذي كان قد هبط من الدوري الممتاز في الموسم السابق) مع نادي السويس الرياضي (الذي شارك في موسم 1966 / 1967 وهو الموسم الذي لم يكتمل وكان نادي منتخب السويس ثمرة هذا الاندماج هو.
وظهر نادي منتخب السويس فيما بعد لأول مرة في الدوري الممتاز موسم 1974 / 1975.

## تاريخ النادي
لعب منتخب السويس في الدوري الممتاز لمدة 15 عشر عاماً بداية من موسم 1974\1975 ووصل لنهائي كأس مصر 1989\1990 ولكنه خسر المباراة أمام المقاولون العرب 2-1 وفاز بالمركز الرابع في كأس مصر 1999-2000 بعد تغلبه على المعادن 2-1 ولكن اتحاد الكرة ألغى النتيجة لإشراك منتخب السويس لاعب غير مقيد ومنذ ذلك الحين ومنتخب السويس قابع بدوري الدرجة الثانية.
و نادي السويس صاحب التاريخ الرياضي المشهود الذي أنجب العديد من اللاعبين الأفذاذ الذين سطروا إنجازات مازالت حاضرة في الأذهان..
و من الأسماء التاريخية في مجال كرة القدم:
كمال فريد ويوسف أبو العلا وحلمي شعراوي وأمين الأسناوي وعبده سليم وكالا وفؤاد شعبان وأحمد هلال وفوزي غبان وغريب كابوريا وحميد وحمدالله ومصطفي جلاب ومحسن خليفة وبهاء غريب وماهر هليل وحمامة وياسر السيد وناصر الجبروني ومحمد كفتة وأحمد متولي وأشرف أمين وخالد بيبو.

## البطولات المحلية في كرة القدم
- الدوري المصري الممتاز 
  - المركز الرابع (2): 1957-58، 1962-63
  - المركز السادس (2): 1976-77، 1994-95
- كأس مصر الوصيف (2)
  - 1989، 1964
- كأس الدوري مصر 
  - المركز الرابع: 2000